# City of Greater Shepparton
City of Greater Shepparton is een Local Government Area (LGA) in Australië in de staat Victoria. City of Greater Shepparton telt 62.368 inwoners. De hoofdplaats is Shepparton.

## Plaatsen
Enkele plaatsen in City of Greater Shepparton zijn
- Mooroopna
- Shepparton
- Tatura